# Pucov (Slowakei)
Pucov (ungarisch Pucó) ist eine Gemeinde in der Nord-Mitte der Slowakei mit 895 Einwohnern (Stand 31. Dezember 2024), die im Okres Dolný Kubín innerhalb des Žilinský kraj und zugleich in der traditionellen Landschaft Orava liegt.

## Geographie
Die Gemeinde befindet sich im Bergland Oravská vrchovina im Tal des Baches Pucov. Das Ortszentrum liegt auf einer Höhe von 591 m n.m. und ist 12 Kilometer von Dolný Kubín entfernt.
Nachbargemeinden sind Medzibrodie nad Oravou im Norden, Pribiš im Osten, Pokryváč im Süden, Dolný Kubín im Südwesten und Bziny im Westen.

## Geschichte

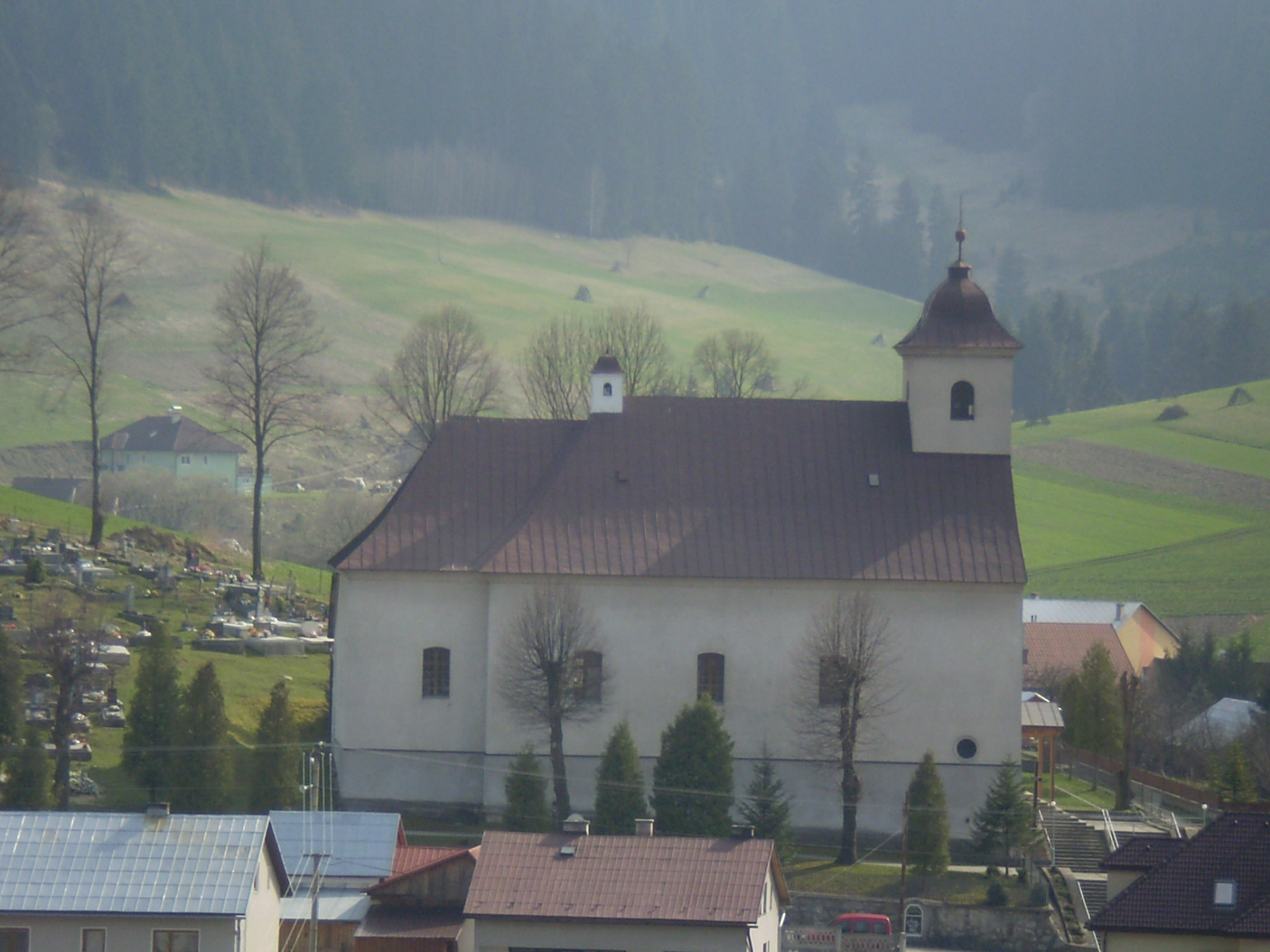
Kirche in Pucov

Im heutigen Gemeindegebiet wurden archäologische Funde aus der Bronzezeit freigelegt. Im Mittelalter gab es noch keinen Ort, allerdings wird der durchfließende Bach seit dem 14. Jahrhundert schriftlich erwähnt, zum Beispiel wird in einer durch Ludwig I. erlassenen Urkunde die Rodung eines Waldes zwischen den Bächen „Puczo et Kolbin“ erlaubt.
Das heutige Pucov wurde 1550 nach walachischem Recht gegründet und gehörte bis zur Abschaffung der Leibeigenschaft im Jahre 1848 zum Herrschaftsgebiet der Arwaburg. Im 17. Jahrhundert wurde Pucov im Zuge der Kuruzenaufstände mehrmals verwüstet, dazu setzten vor allem Missernten mehrere Auswanderungswellen in Gang. 1828 zählte man 105 Häuser und 551 Einwohner, die als Landwirte, Viehhalter und Steinmetze beschäftigt waren.
Bis 1918 gehörte der im Komitat Arwa liegende Ort zum Königreich Ungarn und kam danach zur Tschechoslowakei beziehungsweise heute Slowakei. In der Zeit der ersten tschechoslowakischen Republik gab es eine Säge und eine Schmiedeesse, dazu war im Ort Weberei verbreitet.

## Bevölkerung
| Jahr                | 1994 | 2004    | 2014     | 2024    |
| ------------------- | ---- | ------- | -------- | ------- |
| Anzahl der Personen | 684  | 735     | 831      | 895     |
| Unterschied         |      | +7,45 % | +13,06 % | +7,70 % |

| Jahr                | 2023 | 2024    |
| ------------------- | ---- | ------- |
| Anzahl der Personen | 891  | 895     |
| Unterschied         |      | +0,44 % |

Gemäß der Volkszählung 2011 wohnten in Pucov 753 Einwohner, davon 743 Slowaken, zwei Polen und ein Tscheche. Ein Einwohner gab eine andere Ethnie an und sechs Einwohner machten keine Angabe zur Ethnie.
744 Einwohner bekannten sich zur römisch-katholischen Kirche. Drei Einwohner waren konfessionslos und bei sechs Einwohnern wurde die Konfession nicht ermittelt.

## Bauwerke
- römisch-katholische Andreaskirche im klassizistischen Stil aus dem Jahr 1805